# معركة النبقية
معركة النبقية أو مناخ النبقية، هو مناخ حدث (يوم الأربعاء 1065 هـ / 11 نوفمبر 1654م) بين قبيلة عنزة بقيادة سمير بن فرّاج ضد قبيلة الظفير بقيادة حجاب بن سويط وحُلفاؤها قبيلة مطير بقيادة دخيل الله البرازي والفضول بقيادة فيحان بن شافي، إنتهى المناخ بإنتصار عنزة وهزيمة الظفير وأتباعها، وأقاموا في مناخهم نحو عشرة أيام.

## المعركة
يقول المؤرخ عبدالله بن محمد البسّام في كتابه
(تُحفة المشتاق في اخبار نجد والحجاز والعراق):
ثم دخلت سنة 1065 هـ (أولها يوم الأربعاء 11 نوفمبر سنة 1654م)
.مناخ عنزة والظفير على النبقية:
في هذه السنة حشدت قبائل عنزة وتناوخوا هم والظفير على النبقية، ومع الظفير ومطير وآل غزي من الفضول، وأقاموا في مناخهم نحو عشرة أيام يُغادون القتال ويراوحونه طرادًا على الخيل، ثم أنهم مشى بعضهم على بعض واقتتلوا قتالاً شديدًا، وصارت الهزيمة على الظفير وأتباعها من قبيلتي مطير والفضول، وغنمت منهم عنزة غنائم، وقُتل عدة رجال من الفريقين، وممن قُتل من مشاهير الظفير: حجاب بن نافل السويط، وشديّد آل حلّاف، وفيحان بن شافي آل غزي من الفضول، ومن مطير: دخيل الله بن بخيت البرازي، ومن عنزة: سمير بن فرّاج، ومخلف بن مطارد.

## أنظر أيضاً
عنزة
الظفير
الفضول